# Imaruí
Imaruí est une ville brésilienne du sud de l'État de Santa Catarina.

## Géographie
Imaruí se situe à une latitude de 28° 20′ 29″ sud et à une longitude de 48° 49′ 12″ ouest. Son altitude est de 6 mètres.  Sa population était de 11 672 habitants au recensement de 2010. La municipalité s'étend sur 542 km2.
Elle fait partie de la microrégion de Tubarão, dans la mésorégion Sud de Santa Catarina.

## Administration
La municipalité est constituée de deux districts :
- Imaruí (siège du pouvoir municipal)
- Rio d'Una

## Villes voisines
Imaruí est voisine des municipalités (municípios) suivantes :
- Paulo Lopes
- Imbituba
- Laguna
- Gravatal
- Armazém
- São Martinho